# Икосов, Павел Павлович
Па́вел Па́влович Икосов (1760 — 12 [24] апреля 1811, Петербург) — русский поэт. Происхождением из разночинцев.

## Биография
- 1777 — после учёбы в гимназии Московского университета произведён в студенты. Осуществлял надзор за казёнными пансионерами в гимназии.
- декабрь 1780 — окончил обучение, получив чин коллежского регистратора.
- 1781 — был принят на службу в Сенат.
- 1797 — назначен штатным секретарём Сената.
- май 1802 — вышел в отставку в чине титулярного советника «для определения к другим делам».
- 31 декабря 1804 — поступил в Комиссию законов, где закончил службу в чине коллежского советника на должности помощника начальника Отделения гражданских законов.

## Произведения
Первым опубликованным произведением Икосова было стихотворение «Глас Божий к человеку», опубликованное в журнале «Вечерняя заря» (1782).
Некоторые из произведений Икосова обращены к детям Павла I; кроме этого в них восхваляется мудрое правление Екатерины II (что является общей чертой многих стихотворных произведений того времени). К их числу относятся «Ода…», написанная одновременно на день рождения Екатерины II и Александра I, и «Идиллия…» на то же событие в форме разговора Музы с «нимфой Сарского села» (Собеседник, 1783, ч. 4—5), «Акростих…» на рождение великого князя Константина Павловича (Покоящийся трудолюбец, 1785, ч. 4).
Ещё в ранний период Икосов был связан с представителями студенчества, находившимися под влиянием масонских идей. Икосов являлся одним из учредителей промасонского Общества друзей словесных наук, и печатался в его журнале «Беседующий гражданин». В нём опубликованы две басни, аллегория на тему супружеского счастья «Песнь. Элизин путь, или Мир Любви с Невинностью», а также прозаическое произведение «Странное путешествие, или Притча», основной мыслью которого является то, что совершение добрых дел возможно лишь под руководством мудрых наставников.
Отдельными изданиями вышли «Дифирамв, изображение ужасных деяний французской необузданности, или плачевная кончина царственного мученика Людовика XVI» (1793) и «Игра стихотворческого воображения или письмо похвальное пуншу к господину N от приятеля его» (1779). Последнее произведение считается адресованным С. С. Боброву, являвшемуся близким другом Икосова.
В число опубликованных работ Икосова входит также брошюра под заглавием «Игра стихотворческого воображения…» (1799), включающая шутливое стихотворение «Песня Масленице в Санкт-Петербурге» и вторую редакцию «Письма похвального пуншу…».